# Agelaea borneensis
Agelaea borneensis là một loài thực vật có hoa trong họ Connaraceae. Loài này được (Hook.f.) Merr. mô tả khoa học đầu tiên năm 1909.